# Institut des hautes études économiques et commerciales
 (mai 2025).
 (mai 2025).
 (mai 2025).
Si vous disposez d'ouvrages ou d'articles de référence ou si vous connaissez des sites web de qualité traitant du thème abordé ici, merci de compléter l'article en donnant les références utiles à sa vérifiabilité et en les liant à la section « Notes et références ».
L'Institut des hautes études économiques et commerciales (plus couramment l'INSEEC), anciennement INSEEC School of Business and Economics (SBE), est une grande école de commerce privée française dont le campus historique est situé à Bordeaux, en Nouvelle-Aquitaine.  
Elle possède deux autres campus, à Paris et Lyon. Ses déclinaisons (MSc, Bachelor, BBA, BTS, etc.) ont également des implantations à Beaune, Chambéry, Marseille et Rennes. Un huitième campus a ouvert à Toulouse en septembre 2024 à la suite du rachat de l'ISCT. L'INSEEC fait partie du groupe privé OMNES Education (anciennement "INSEEC U.").

## Historique
En 1975, José Soubiran, fondateur du premier institut de psychomotricité en France, l’ISRP, crée à Bordeaux une école de management : l’Institut des hautes études économiques et commerciales. L’Institut des hautes études économiques et commerciales de Paris ouvre en 1983.
En 1988, l'École de commerce européenne ouvre son BBA INSEEC (Bachelor in business administration) à Bordeaux, puis à Lyon en 1990. En 1996, Sup de Pub, ancienne université d’entreprise d’Havas EuroRSCG, rejoint le groupe INSEEC.
En 2008, l'INSEEC devient une Grande école et intègre la Conférence des grandes écoles (CGE). En 2009, le groupe INSEEC ouvre son premier campus européen au cœur de Londres, puis une branche Design à Chicago.
En juin 2015, l'École de commerce européenne basée à Bordeaux devient le BBA INSEEC. En 2016, le groupe INSEEC ouvre un campus à San Francisco. En novembre 2017, le groupe INSEEC devient INSEEC U. à l'issue de son rapprochement avec le groupe Laureate France. Catherine Lespine est présidente du groupe de 2017 à 2020.
En 2020, l'INSEEC est classée parmi les écoles de commerce françaises ayant le budget de fonctionnement « le plus solide » et la plus grosse capacité financière par le quotidien Le Parisien. En 2021, le groupe INSEEC U. devient le groupe Omnes Education. L'école INSEEC conserve son nom.

### Identité visuelle

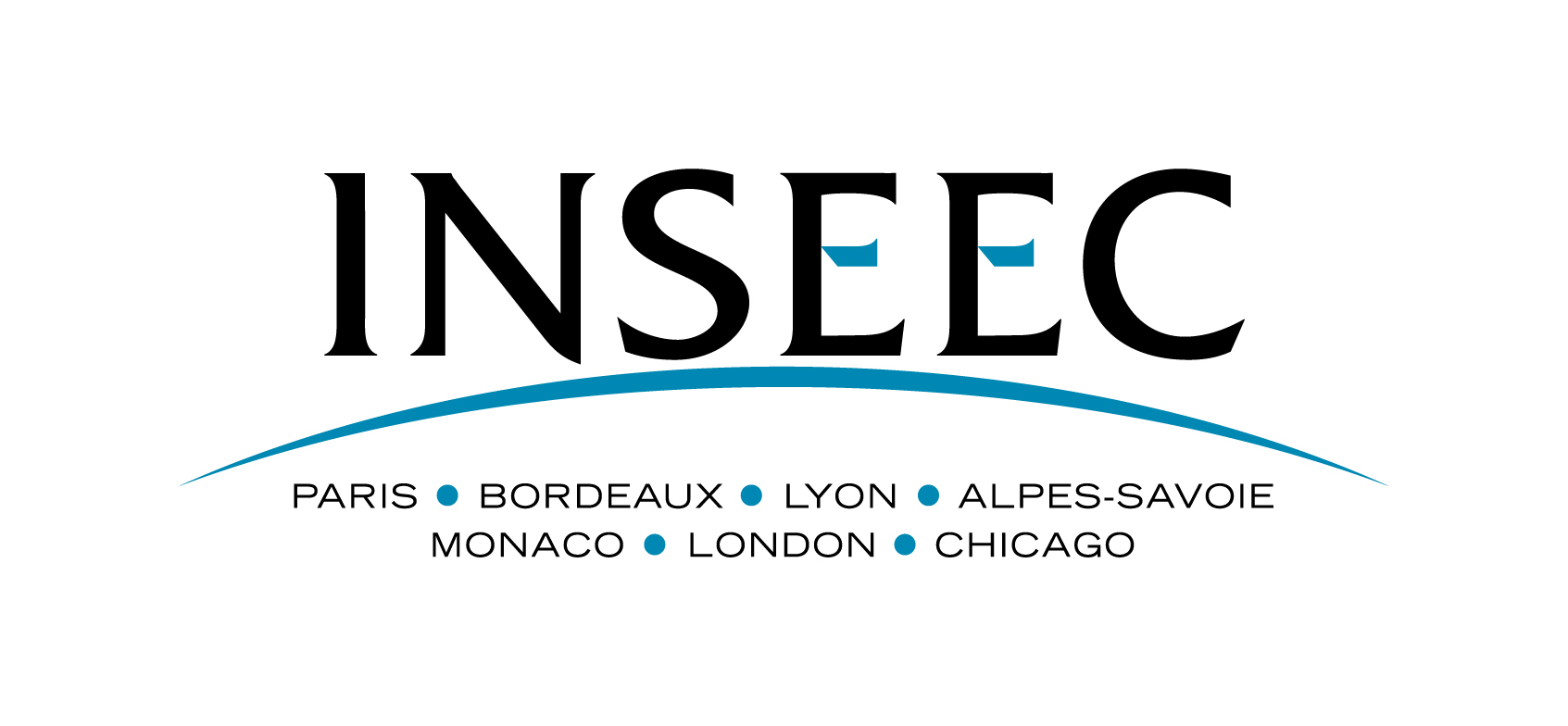
Logotype de l'INSEEC jusqu'en 2015.
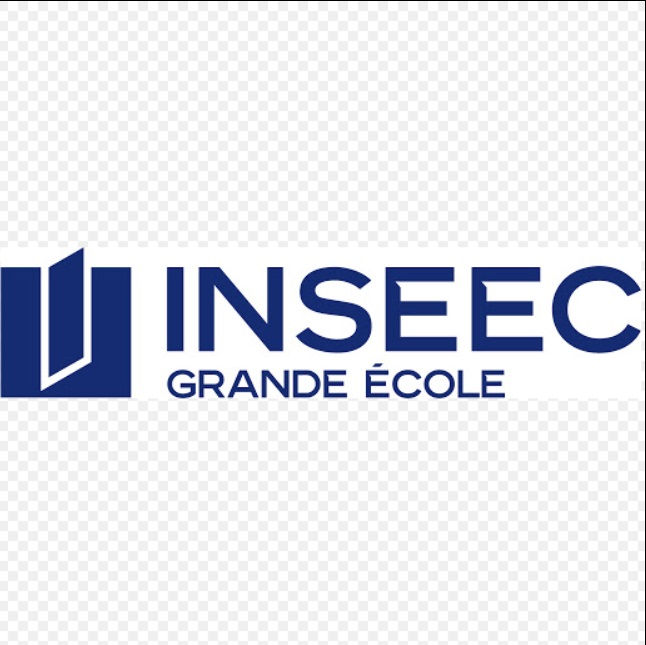
Logotype du programme INSEEC Grande École de 2018 à 2021.
Logotype de l'INSEEC depuis 2021.

## Formation

### Programme Grande École
Le programme Grande École de l'INSEEC sélectionne ses étudiants sur concours après deux ou trois années de classes préparatoires, en particulier ceux provenant d'une classe préparatoire économique et commerciale (EC) (couramment appelées Prépa HEC).
Le programme INSEEC Grande École délivre le Grade de Master, diplôme reconnu par l’Etat et est accrédité AMBA. Il fait partie de la Conférence des Grandes Écoles (CGE) et du Chapitre des Écoles de Management.

### Bachelor of Business Administration (BBA)
Le BBA INSEEC (Bachelor of Business Administration) est un programme post-bac de l'INSEEC. Le Programme BBA INSEEC, visé par l'État, se déroule sur le campus de Bordeaux et Lyon, et est obtenu en 4 ans.
Le BBA INSEEC recrute au niveau post-baccalauréat sur concours commun à plusieurs écoles (concours PASS), délivrant un diplôme visé (niveau bac+4) par le ministère de l'Enseignement supérieur, de la Recherche et de l'Innovation. Créé en 1988 sous le nom d'École de commerce européenne à Bordeaux, le programme prend le nom de BBA INSEEC. Le cursus du BBA INSEEC est de 4 ans (trois ans de cours de tronc commun puis un an de spécialisation en marketing, finance, intrapreneuriat ou stratégie web). La réalisation d’une 5e année en France ou à l’étranger est possible, et peut s'effectuer :
- dans le cadre de l'INSEEC, au sein des MSc & MBA spécialisés à Paris, Bordeaux, Lyon, Londres ou Monaco (38 programmes différents) ;
- en programme Master/MBA, dans l'une des universités partenaires du groupe à l'étranger.

#### Bachelor
Le Bachelor INSEEC est un programme de l'INSEEC réalisable après un BAC /+1/+2. La formation se déroule en 1, 2 ou 3 ans selon le niveau d'études au moment de la candidature. Le diplôme obtenu est certifié par l'Etat et délivre un titre professionnel RNCP de niveau 6. 
Ce parcours propose un socle de fondamentaux en management et une spécialisation progressive. Les 10 domaines de spécialisation proposés sont  : Finance, Marketing, Immobilier, Communication, Commerce, Digital & Data, RH & Santé, International, Luxe & Vin, Sport.

### Master of Science
Les MSc sont le programme spécialisé de l'INSEEC accessibles après un BAC +3/4/5. Il s'agit d'un enseignement en 1 ou 2 ans, selon le niveau scolaire. Le diplôme obtenu est certifié par l'Etat et délivre un titre professionnel RNCP de niveau 7. 
42 formations sont proposées, regroupées dans 10 domaines de spécialisation : Finance, Marketing, Immobilier, Communication, Commerce, Digital & Data, RH & Santé, International, Luxe & Vin, Sport. 
L'alternance est au cœur de l'enseignement des MSc INSEEC, afin d'optimiser l'employabilité des étudiants.

## Accréditations
L'INSEEC, avec son programme « Grande École », bénéficie de l'accréditation AMBA (Association of MBAs) et elle est membre de la Conférence des grandes écoles (CGE), de l'Union des grandes écoles indépendantes (UGEI).

## Anciens élèves
- Christophe Blanchet, entrepreneur et homme politique français
- Laura Georges, secrétaire générale de la Fédération Française de Football
- Jacques-Antoine Granjon, fondateur et PDG de Vente-privée.com[9]
- Michel Landel, CEO de Sodexo
- Arthur Sadoun, président du directoire de Publicis[9]
- Sébastien Missoffe, CEO de Google France[9]
- Vanessa Moungar, responsable de la diversité et de l'inclusion de LVMH
- Sarah Diouf, styliste sénégalaise
- Philippe Claverol, vice-président – ventes et marketing – de Stellantis
- Frédéric Grangié, président de Chanel Horlogerie et Joaillerie
- Julien Noble, président du marketing international d'Universal Pictures[10]
- William Rozé, CEO de Capgemini Engineering
- Georges-Mohamed Chérif, fondateur de l'agence Buzzman[9]
- François Castro-Lana, DG et cofondateur de Creapills[9]
- Stanislas de Bentzmann, président et fondateur de Devoteam (et ancien président de KEDGE)[9]
- Victoria Dellinger, directrice de l'information et des relations publiques de l’UNESCO[9]
- Jean-Claude Puerto-Salavert, fondateur et CEO d'UCAR et cofondateur d’ADA[9]
- Jean-François Raudin, DG d’Air Canada[9]
- Arnaud Deschamps, vice-président de Nestlé.